# 白玉粉

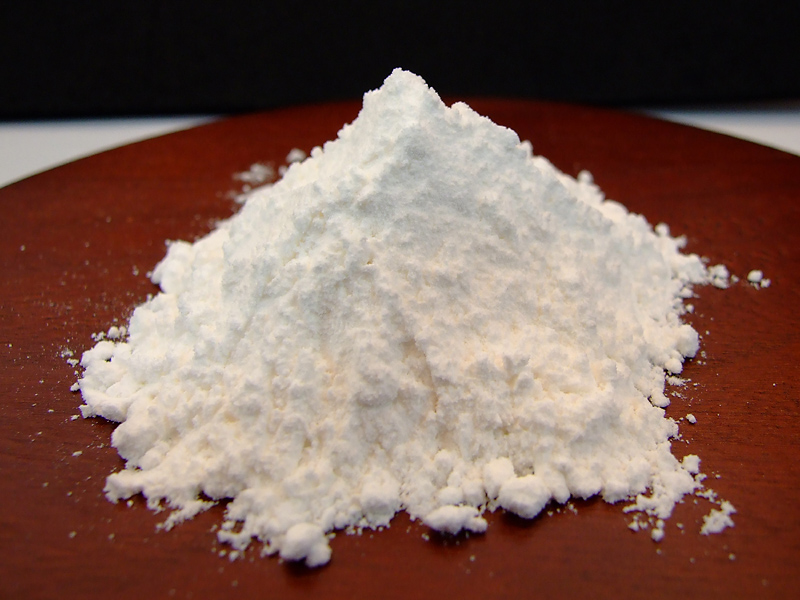
越光米白玉粉

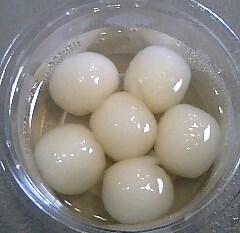
白玉糰子（長崎縣島原市寒晒）

白玉粉（しらたまこ），又稱餅粉（もちこな）、寒晒（かんざらし）、寒晒粉（かんざらしこ），為日本和菓子「餅」的原料之一。日本白玉粉的標準做法是把糯米洗淨，用水泡幾小時，再瀝乾水分；之後邊加水邊研磨，磨出具有黏性的乳膠狀汁液，再把這個汁液和水中的沉澱物一起脫水；曬乾後，得到的東西就是白玉粉了。
在日本，白玉粉不僅可以做甜味的糯米糰子，任何帶有“餅”字的東西均可加入白玉粉製作。因為麵粉的顆粒很小，所以成品白玉質地光滑，黏性極強、口感美味。

## 歷史
白玉粉是從室町時代到鐮倉時代時出現的，那時候，大量日本僧人因為要學習禅宗類的佛教，而跑去中国的南宋學習，而從中國、朝鮮半島也有大量僧侶為了躲避遊牧民族的戰亂而歸化日本籍。日本的白玉粉就是在這一段時間內被創造出來的，但是因為沒有具体的證據，所以是誰發明的、起源地在哪裡都一切不明。
到了18世紀的江戶時代中的元祿時代，由於日本白砂糖和細磨型餡料的製作工藝發生了飛越性的進步，因此這種原本只有在禪寺才能吃到的食物流入民間，成為價格低廉、可低價購買的平民食物。